# Marià Carreras i Vila
Marià Carreras i Vila (Barcelona, 1831 - Barcelona, 26 de febrer de 1888) fou un pintor escenògraf català. Se'l considera escenògraf pont entre el romanticisme i el realisme.
Era fill de Sebastià Carreras i Josepa Vila. Estudià a Llotja i amplià estudis a París. A Barcelona treballà per al Teatre Odeon i, més tard, per al Liceu. Fou mestre de Joan Ballester i Ayguals de Izco i de Francesc Soler i Rovirosa. Carreras es va associar al Liceu amb Ballester durant el període 1865-1868 i, posteriorment, amb Soler i Rovirosa, així com amb Maurici Vilomara. El 1883 dissenyà les motllures daurades del sostre del Gran Teatre del Liceu. Els seus darrers anys treballà amb el seu fill, el també escenògraf, Sebastià Carreras, en obres com ara la decoració del "Teatrino" del Conservatori del Liceu, l'any 1886.
Mor a Barcelona el 26 de febrer de 1888 a l'edat de 57 anys al carrer Girona, 47-1. Casat amb Cornèlia Hoppe.